# Zalawo
Zalawo (ou Zalao) est une localité du Cameroun située dans l'arrondissement de Bogo, le département du Diamaré et la région de l’Extrême-Nord.

## Population
En 1975, le village comptait 53 habitants, dont 45 Peuls et 8 Massa.
Lors du recensement de 2005, on y a dénombré 210 personnes.